# Helder Duarte
Helder Duarte é um surdo e ativista pelos direitos dos surdos português.

## Vida e obra
Nascido surdo, em Huambo (ex-Nova Lisboa), em Angola em 1965.
Aos treze anos entrou para a Associação Portuguesa de Surdos, como voluntário em várias atividades associativas, especialmente as ligadas ao teatro e ao desporto. Tornou-se presidente dessa associação, aos vinte e nove anos, cargo que possuiu por cinco anos. Liderou uma comissão de diversas instituições ligadas à comunidade surda e conquistou, em 1997, o reconhecimento constitucional da LGP, como língua oficial portuguesa, e, no ano seguinte, a implementação oficial do ensino bilingue para os surdos e igualmente Lei para o profissão de Intérprete da LGP e foi grande defensor no sistema de teletexto e legendagens para as televisões generalistas e igualmente o aparecimento de intérpretes na TV em Portugal. Foi o Líder do desporto da comunidade surda portuguesa e pela primeira vez levou a equipa portuguesa surda para os Surdolímpicos (Deaflympics) na Bulgária em 1993. Portugal filiou-se no Comité Internacional de Desporto de Surdos - CISS/ICSD em 1969 mas só conseguiu a participação em 1993 graças à sua persistência.
Foi secretário-geral da European Deaf Sports Organization- EDSO, cargo do qual não foi demitido mas sim afastado pela Direcção de EDSO.
Em 2011, XVI Congresso Mundial da Federação Munidal de Surdos - FMS em Durban, na África do Sul, Helder Duarte foi gracejado com uma Medalha do Prémio Internacional por Mérito Social - 2ª Classe da Federação Mundial de Surdos e uma Diploma como reconhecimento à sua extraordinária dedicação à Causa das Pessoas Surdas e à sua contribuição para o desenvolvimento da FMS.